# دروخ (شرکت)
دروخ (به هلندی: Droog) (دروخ یک کلمهٔ هلندی به معنای «خشک» است) یک شرکت طراحی مفهومی هلندی است که در آمستردام، هلند واقع شده‌ است. دروخ محصولات، پروژه‌ها، نمایشگاه‌ها و رویدادها را محقق کرده‌ است. دروخ یک برچسب طراحی مشهور بین‌المللی و یکی از مشهورترین نمایندگان طراحی هلندی است. دروخ با طراحان معروفی مانند: مارسل واندرس، هلا یونخیریوس، تخو رمی، ریشارد هوتن، اد آنینک، یورخن بی و یوریس لارمن کار کرده است.